# 物流公司

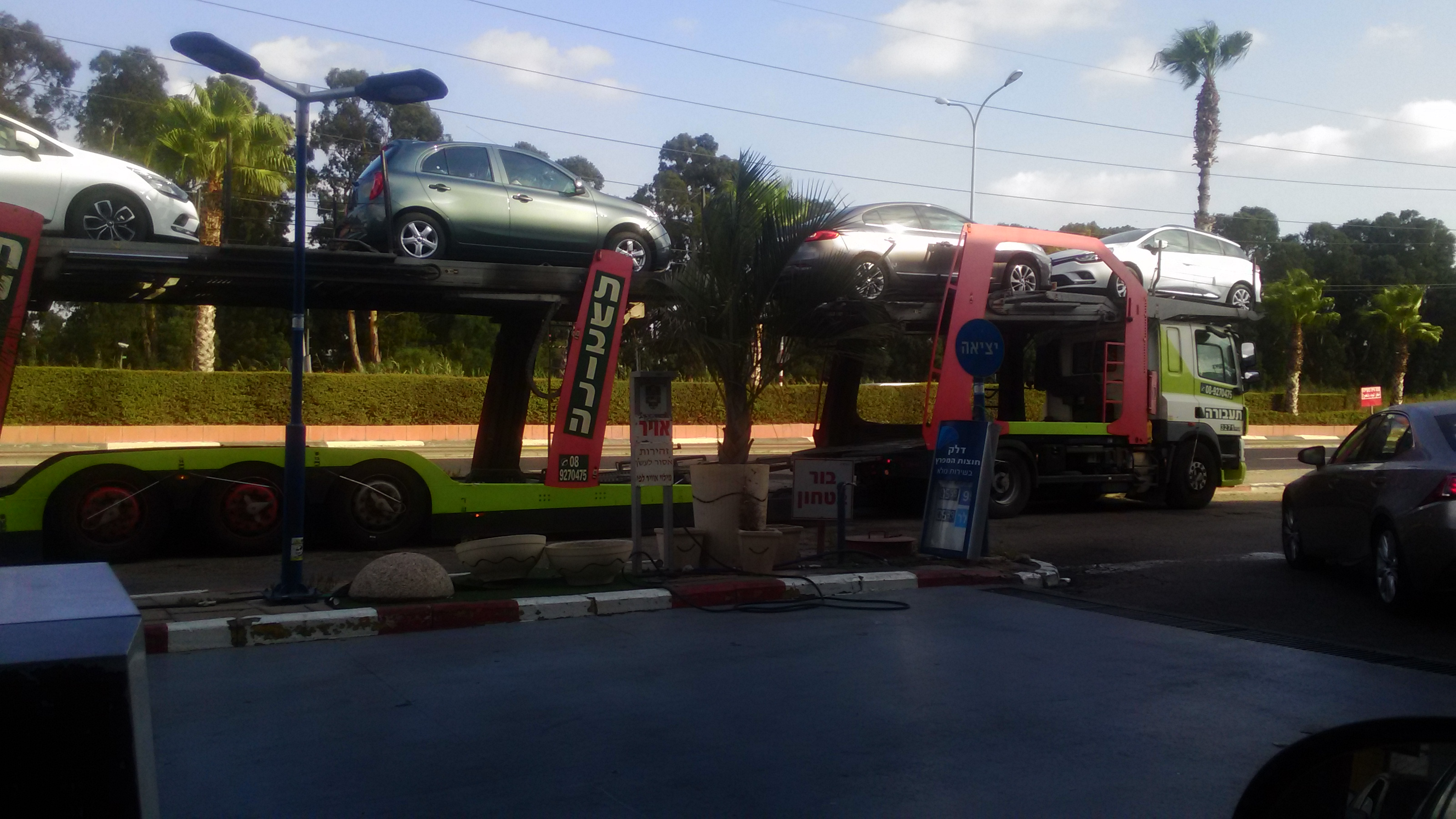
正在被物流公司运送的汽车

物流公司（英語：Logistics companies）是一種公司的類型，泛指經營物流相關的運輸、倉儲、配送等行業的公司。物流公司常扮演在供貨商與零售業者之間，負責集貨、理貨、庫存、配送......等的角色。所以物流公司有時也會兼營大盤商的角色。物流公司對於供貨商而言，可以降低運輸與倉儲的成本，商品可以直接寄放於物流中心的倉庫去出貨，不必自己維持一個龐大的倉庫去堆積貨品，也不必自己維持貨運與配送的龐大車隊，這對於中小型的供貨商而言是有利的。

## 物流公司的組織
- 物流中心
- 配送中心
- 發貨倉庫

## 貨物運輸
依運輸的貨物特性區分：
1. 工廠的大批原物料運輸
2. 商品配送，對食品業者而言，又分為生鮮（冷藏、冷凍）、乾貨（罐頭、麵粉、米、調味料......等）
3. 宅配，快遞，或小包郵件

依運送方式區分：
1. 機車（具有高機動性，但無法長途運輸，以及無法裝載大型或較重的貨物）
2. 貨車、貨櫃車
3. 鐵路貨運
4. 貨機，或飛機的貨艙
5. 海運貨櫃

## 依用途分類
1. 公共貨倉（由貨倉專門經營者擁有之倉庫,其目的為對外營業。對廠商來說由公共貨倉來保管自己公司的物品。在臨時性﹑或季節性,保有物品會增加的情況,可能較為經濟。保管責任一般來說在貨倉公司,但即使是在自己公司,也務必要對寄放在營業貨倉之物品製作收發記錄,定期核對其記錄餘量和貨倉公司發行之餘量證明書,以確定兩者一致。公共貨倉會每月收取倉租作報酬。）
2. 自用貨倉（此為企業自己建造﹑租用之貨倉,設置在工廠或寫字樓內之某一角落,或是以另外方式獲得/租用貨倉用地,再蓋倉庫）
3. 保稅貨倉（此種貨倉是針對進口或出口貨物尚未繳交稅款者,必須受海關的監管而設置。保稅倉可以是公共貨倉或自用貨倉）
4. 常溫貨倉（指普通貨倉,儲存的貨品以乾貨/消費品為主,沒有特別的條件限制）
5. 冷藏貨倉（倉庫以隔熱材料及冷凍組等所組成,其溫度大約在0°C~7°C, 主要儲存需要冷藏的倉品;如生鮮食品﹑牛奶等）
6. 露天貨倉（儲存的物品直接儲放於露天的廣場上‧例如機械﹑汽車,鐵喉等。）
7. 水上貨倉（將木材儲放於港口或是路邊的露天倉庫。例如大嶼山陰澳便是儲放木材的水上貨倉。）
8. 散裝貨倉（所保管之物品沒有包裝的形態,直接儲存於倉庫內,大部分為粉粒狀;例如:穀物﹑飼料﹑盬﹑糖等）
9. 危險品貨倉（依「消防條例」中所規定之危險物品,例如:高壓氣體﹑汽車及化學物品等,大部分儲存於鋼瓶﹑鋼槽或塑膠桶內再貯存於指定危險品貨倉內）